# Glena agria
Glena agria là một loài bướm đêm trong họ Geometridae.